# Western Water Park
Western Water Park es un parque acuático localizado en Magaluf, Mallorca, Islas Baleares, España. El parque consta de tres áreas temáticas: Indian Town, El Paso y Westerland. El parque tiene el décimo tobogán de agua más alto en el mundo, llamado La Bestia, junto con El Salto del Diablo, en Aquarama.

## Atracciones

### Adrenaline Fun
- Cola del Diablo
- Tornado
- La Bestia
- Boomerang
- Crazy Horses
- Huracán

### Family Fun
- Tijuana Twins
- Tam Tam Splash
- Big Hole
- Gran Cañón
- Wild River
- Tatanka
- Tomahawk

### Kidzworld
- La Ponderosa
- Daky Park
- Coyote Park

### Chill Out & Play
- Bath House
- Cascada
- Chorros